# Човекоядни животни
Човекоядните животни са такива които нападат хора при лов. Това не включва храненето с трупове, породено от възможност или отчаян глад, както и изяждане на човек, убит от животното при самозащита. И трите случая (особено последните два) могат да привикнат животно да яде човешка плът или да атакува хора и могат да развият поведение при хранене с хора.
Въпреки че хората могат да бъдат атакувани от различни животни, човекоядните са тези, които са включили човешката плът в ежедневното си меню и активно ловуват и убиват хора. Най-често докладваните такива случаи са за лъвове, тигри, леопарди, полярни мечки и големи крокодили. Те обаче не са единствените хищници, които атакуват хората, ако им се отдаде възможност; известно е също, че някои видове приемат хората като плячка, в това число мечки, комодски варани, петнисти и ивичести хиени.

## Митология
Митът за Немейския лъв, разказва за човекояден лъв, който тероризирал град Немея и околностите му и бил убит от Херкулес.